# Insat-3D
Insat-3D ist ein Wettersatellit der indischen ISRO aus der Insat-Baureihe.

## Missionsverlauf
Er wurde am 25. Juli 2013 mit einer Ariane-5-Trägerrakete vom Raketenstartplatz Centre Spatial Guyanais (zusammen mit Alphasat I-XL) in eine geostationäre Umlaufbahn gebracht. Nach dem Aussetzen des Satelliten in einer Transferbahn von 248 ×  35.947 km und einer Bahnneigung von etwa 3,5 Grad begann sich der Satellit unmittelbar nach dem Entfalten des Solarzellenauslegers des Satelliten unkontrolliert zu drehen, worauf die Kommunikationsverbindung zum Satelliten schließlich abbrach. Mit Hilfe von Reservesystemen konnte der Satellit wieder unter Kontrolle gebracht werden und hat am 1. August 2013 nach drei Brennphasen seines mit Monomethylhydrazin (MMH) als Brennstoff und einer Mischung aus Stickstoffoxiden (MON-3) als Oxidator betriebenen 440 N starken Hauptantriebs die geplante Flughöhe im Wesentlichen erreicht.

## Technische Daten
Der dreiachsenstabilisierte Satellit ist mit einem sechs-kanaligen bildgebendes System, ein Atmosphären-Messgerät mit 19 Kanälen (18 Infrarot und ein  Kanal im sichtbaren Bereich) sowie einem System des internationalen Such- und Rettungssystems COSPAS-SARSAT ausgerüstet und soll von seiner Position 82° Ost aus meteorologische Daten wie Wetterbilder und Daten zur Verteilung Temperatur, Feuchtigkeit und Ozongehalt der Atmosphäre liefern. Die Bahn- und Lageregelung erfolgt über Sonnen- und Sternsensoren, Gyroskope, Reaktionsräder, Magnettorquer und Triebwerke. Er wird von Solarzellen mit einer Leistung von 1164 Watt und zwei 18 Ah NiCd-Akkumulatoren mit Energie versorgt. Er wurde auf Basis des I2K-Satellitenbus der ISRO gebaut und besitzt eine geplante Lebensdauer von sieben Jahren.